# Тітус (Ламаделен)
«Тітус» (Ламаделен) (фр. FC Titus Lamadelaine) — колишній футбольний клуб з Люксембургу, який грав у Дивізіоні Пошани, другій за значимість футбольній лізі в країні. 2015 року припинив своє існування, об'єднавшись з «Петанжем» у єдиний клуб «Уніон Тітус Петанж».

## Історія
Клуб був заснований у 1948 році в місті Ламаделен в Люксембурзі і мав на логотипі зображення римського імператора Тіта (лат. Titus), в честь якого і отримав свою назву.
У Кубку Люксембургу найвищого результату команда досягла в сезоні 1962/63, дійшовши до 1/8 фіналу..
У 2014 році «Тітус» виграв Кубок ФЛФ, національне кубкове змагання для аматорських клубів країни (третій-п'ятий дивізіон Люксембургу).
Протягом майже усієї своєї історії клуб виступав в аматорських лігах Люксембургу, поки в сезоні 2013/14 вони не обіграли «Жененесс» (Юнглінстер) в раунді плей-оф і отримали підвищення в Дивізіон Пошани вперше в своїй історії.
У сезоні 2014/15 вони опинилися на одинадцятій позиції, тому їм треба було зіграти раунд плей-оф за збереження прописку проти «Авеніра» (Бегген), але наприкінці регулярного чемпіонату вони вирішили, що клуб об'єднається з іншою командою цього дивізіону «Петанж», створивши єдиний клуб «Уніон Тітус Петанж», завдяки чому «Авенір» напряму вийшов у другий дивізіон